# Vladislav (Třebíči járás)
Vladislav település Csehországban, a Třebíči járásban. Vladislav Smrk, Kožichovice, Dolní Vilémovice, Valdíkov, Třebíč, Koněšín, Slavičky, Číměř, Třebenice és Trnava településekkel határos. Lakosainak száma 1206 fő (2024. január 1.).

## Népesség
A település lakosságának változását az alábbi diagram mutatja:
| Lakosok száma | 951  | 998  | 1249 | 1358 | 1310 | 1222 | 1181 | 1169 | 1167 | 1206 |
|               | 1869 | 1890 | 1921 | 1950 | 1980 | 2001 | 2017 | 2019 | 2022 | 2024 |